# Zanthojoppa lutea
Zanthojoppa lutea là một loài tò vò trong họ Ichneumonidae.